# 御津町上佐脇
御津町上佐脇（みとちょうかみさわき）は、愛知県豊川市の地名。

## 地理
旧御津町東部に位置する。西は御津町下佐脇に接する。

### 字一覧
- 雨田（あめだ）[WEB 6]
- 犬田（いぬた）[WEB 6]
- 大郡（おおごおり）[WEB 6]
- 河原田（かわはらだ）[WEB 6]
- 観音堂（かんのんどう）[WEB 6]
- 北区（きたく）[WEB 6]
- 中区（なかく）[WEB 6]
- 西区（にしく）[WEB 6]
- 二本松（にほんまつ）[WEB 6]
- 野川（のがわ）[WEB 6]
- 野添（のぞえ）[WEB 6]
- 花ノ木（はなのき）[WEB 6]
- 東区（ひがしく）[WEB 6]
- 深田（ふかだ）[WEB 6]
- 南区（みなみく）[WEB 6]
- 屋敷（やしき）[WEB 6]
- 六反畑（ろくたんばた）[WEB 6]

### 交通
- 愛知県道前芝国府停車場線[1]
- 金野豊川線[1]

### 施設
- 佐脇神社[1]
- 曹洞宗常光寺[1]
- 観音寺[1]
- 薬師堂[1]
- 十王堂[1]
- 河原田遺跡[1]

## 歴史

### 人口の変遷
国勢調査による人口および世帯数の推移。
| 2010年（平成22年） | 140世帯 527人 |  |
| 2015年（平成27年） | 156世帯 525人 |  |
| 2020年（令和2年）  | 164世帯 502人 |  |

### WEB
1. ↑  “愛知県豊川市の町丁・字一覧”.   人口統計ラボ. 2024年5月1日閲覧。
2. ↑  “大字別世帯数人口集計表” (XLSX). 豊川市ホームページ.   豊川市役所. 2024年12月1日閲覧。
3. ↑  “読み仮名データの促音・拗音を小書きで表記するもの(zip形式) 愛知県” (zip).   日本郵便 (2024年2月29日). 2024年3月26日閲覧。
4. ↑  “市外局番の一覧” (PDF).   総務省 (2022年3月1日). 2022年3月22日閲覧。
5. ↑  “ナンバープレートについて”.   一般社団法人愛知県自動車会議所. 2024年1月21日閲覧。
6. 1 2 3 4 5 6 7 8 9 10 11 12 13 14 15 16 17  “愛知県豊川市御津町上佐脇の住所一覧”.   ゼンリン. 2025年1月13日閲覧。
7. ↑  総務省統計局 (2012年1月20日). “平成22年国勢調査の調査結果(e-Stat) - 男女別人口及び世帯数 －町丁・字等” (CSV). 2021年7月21日閲覧。
8. ↑  総務省統計局 (2017年1月27日). “平成27年国勢調査の調査結果(e-Stat) - 男女別人口及び世帯数 －町丁・字等” (CSV). 2021年7月21日閲覧。
9. ↑  総務省統計局 (2022年2月10日). “令和2年国勢調査の調査結果(e-Stat) - 男女別人口，外国人人口及び世帯数－町丁・字等” (CSV). 2023年8月2日閲覧。

### 書籍
1. 1 2 3 4 5 6 7 8 9 10  「角川日本地名大辞典」編纂委員会 1989, p. 2022.